# Euplectromorpha pallida
Euplectromorpha pallida is een vliesvleugelig insect uit de familie Eulophidae. De wetenschappelijke naam is voor het eerst geldig gepubliceerd in 1966 door Boucek.